# Середа, Антон Владимирович
Антон Владимирович Середа (18 января 1980, Клинцы (по другим данным — Унеча), Брянская область) — российский футболист, нападающий.
Воспитанник ДЮСШ Унеча с 10 лет и спортинтерната СК «Ротор» Волгоград — с 15 лет. В 1996—1997 годах играл в третьей лиге за дубль «Ротора», в 1998—2000 — во втором дивизионе за «Ротор-2». Бо́льшую часть карьеры провёл в клубах второго дивизиона / первенства ПФЛ «Торпедо-Виктория» НН (2000), «Металлург-Метизник» Магнитогорск (2001), «Металлург» Липецк (2002), «Елец» (2002—2008), «Мордовия» Саранск (2009), «Шексна» Череповец (апрель — июль 2010), «Локомотив» Лиски (2011—2016). В 2009 году сыграл 13 матчей за липецкий «Металлург» в первом дивизионе. В конце 2010 года перешёл в «Елец», с которым выиграл зону «Черноземье» ЛФЛ; команда не заявилась в ПФЛ, и Середа перешёл в «Локомотив» Лиски.
Всего в профессиональных дивизионах провёл 513 матчей, забил 85 голов.